# Col de Montvoie
Der Col de Montvoie (früher auch: Col des Chainions) ist ein Pass im Schweizer Kanton Jura in der Gemeinde Fontenais zwischen Pruntrut (Schweiz) und Glère (Frankreich). Der Pass verbindet die Ajoie mit dem Doubstal.
Die Passhöhe liegt auf 858 m ü. M. am Westfuss des Hügels «Les Chainions» (909 m) und durchschneidet die Lomontkette.